# 枝肾口吸虫
枝肾口吸虫（学名：Nephrostomum ramosum）为棘口科肾口属的动物。分布于埃及、菲律宾以及中国大陆的福建等地，营寄生生活，终末宿主苍鹭、牛背鹭（福建）、白鹭、Kaupifaleo monogrammicus、Herodias timoriensis meridionalis以及寄生于肠。